# Philippe Ulrich
Pour les articles homonymes, voir Ulrich.
Philippe Ulrich, né le 28 mars 1951, est le cofondateur des sociétés de développement de jeux vidéo tels qu'Ère informatique et Cryo Interactive.
Il est également producteur de disques (il travailla avec Henri Salvador, Alain Chamfort, André Ceccarelli, etc.) et écrivain.

## Biographie

### Années de formation
Durant les années 1970, Philippe Ulrich parcourt le monde pendant 5 ans (Tahiti, États-Unis…). Ce parcours initiatique le ramène sans un sou en France. Il crée alors une communauté de musiciens dans une ferme landaise et sort grâce à Philippe Constantin un premier album rapidement censuré : Le Roi du Gas-Oil. Il s’initie à la musique électronique et à la programmation informatique au tournant des années 1980. Il sort un deuxième album Message Pirate qui utilise les premiers ARP. Pionnier dans ce secteur, il bidouille ses premiers jeux sur le ZX80 de Clive Sinclair.

### Carrière vidéoludique
Il crée alors en compagnie d'Emmanuel Viau la première société d'édition de jeux vidéo en France : ERE Informatique. Pendant six ans cette société produit une trentaine de hits internationaux tels que Macadam Bumper, Crafton et Xunk, Sram, Teenage Queen, Bubble Ghost, Purple Saturn Day, Crash Garret, Kult...
En 1987, il élabore le scénario et la programmation avec Didier Bouchon de l'Arche du Captain Blood pour lequel ils reçoivent, à Londres, l’award du meilleur jeu de l'année 1988 décerné par toute la profession[réf. nécessaire]. Le jeu est classé meilleure vente aux États-Unis[réf. nécessaire]. Tilt d'Or Canal+.
Après la création du label Exxos parrainé par Alejandro Jodorowsky, il rejoint Virgin Games USA pour lequel il produit avec Rémi Herbulot Dune, un jeu vidéo tiré du roman de Frank Herbert mêlant jeu d'aventure et de stratégie, Dune sera le premier CDROM de l'histoire avec The 7th Guest de Trilobyte.
Il crée ensuite, en 1992, en compagnie de Jean-Martial Lefranc et Rémi Herbulot la société Cryo Interactive Entertainement, qui, avec des titres phares comme Megarace, Dune, Atlantis, Lost Eden, Raven, Alien, Versailles, Égypte : 1156 av. J.-C. - L'Énigme de la tombe royale et bien d’autres, se positionne comme leader dans le développement d’univers interactifs de loisirs.
Il crée avec Canal+ Le Deuxième Monde (1997), précurseur des univers virtuels d’aujourd’hui.
En mars 1999, il est fait chevalier de l'Ordre des Arts et des Lettres.
Philippe Ulrich situe le début du déclin de Cryo au départ de Rémi Herbulot (voir La Saga des Jeux Vidéo de Daniel Ichbiah) [réf. nécessaire]. L'éclatement de la bulle Internet, la prise en main des actionnaires, amène Cryo au dépôt de bilan en 2002.
En 2014 il crée (avec Emmanuel Forsans et Matt Murdock) les Ping Awards qui récompensent les meilleurs jeux vidéo français.

### Carrière dans la musique
Après l’aventure Cryo, Philippe Ulrich se consacre en priorité à sa passion première, la musique. Ainsi, en 2000, il crée le label de musique Exxos avec Marc Di Domenico, et produit l'album de Henri Salvador: Chambre avec vue, un album vendu à plus de 1,5 million d’exemplaires (certifié disque de diamant). Les productions musicales se succèdent avec notamment les albums de Sébastien Martel Ragalet, avec Benjamin Biolay l'album de Valérie Lagrange Fleuve Congo, Out, Alain Chamfort Le Désir, Régis Ceccarelli For Distingués Lovers
L’année 2004 est marquée par la réalisation et la composition de la bande sonore de 26 épisodes de la série Gift, dessin animé qu'il a créé avec Régis Loisel, diffusée l’année suivante sur France 2 et produite par Didier Brunner des Armateurs.
En 2007, il crée avec ses associés Gilles Babinet et Sylvain Huet une nouvelle société : Musinaut. Musinaut développe de nouvelles applications pour la musique et un nouveau format audio : le MXP4.
MXP4 est une solution de musique interactive qui promeut les jeux sociaux. L'entreprise a publié sa première plateforme Bopler Games, disponible sur Facebook.

### Écriture
Philippe Ulrich publie en 2007 son premier livre, Un délicieux carnage, aux éditions Gutenberg.
Il rédige plusieurs articles pour le journal Libération, notamment en septembre 1997 le Manifeste pour un Parti techno.